# Patinage de vitesse aux Jeux olympiques de 2018 – 1 000 mètres hommes
Navigation
Sotchi 2014 Pékin 2022
Le 1 000 mètres masculin de patinage de vitesse aux Jeux olympiques d'hiver de 2018 a lieu le 23 février 2018 à l'Ovale de Gangneung, C'est la 12e fois que l'épreuve est disputée.

## Programme
Tous les horaires correspondent à l'UTC+9.
| Date                     | Horaire |
| ------------------------ | ------- |
| Vendredi 23 février 2018 | 19 h 00 |

## Records
Avant cette compétition, les records dans cette discipline étaient les suivants :
| Record du monde         | 1 min 06 s 42 | Shani Davis      | États-Unis | 7 mars 2009     | Salt Lake City |
| Record olympique        | 1 min 07 s 18 | Gerard van Velde | Pays-Bas   | 16 février 2002 | Salt Lake City |
| Record du tour de piste | 1 min 08 s 26 | Kjeld Nuis       | Pays-Bas   | 11 février 2017 | Gangneung      |

## Médaillés
| Or               | Argent                            | Bronze            |
| Kjeld Nuis (NED) | Håvard Holmefjord Lorentzen (NOR) | Kim Tae-yun (KOR) |

## Résultats
| Rang                                | Couple | Ligne | Patineur                    | Nationalité  | Temps          | Retard  | Notes |
| ----------------------------------- | ------ | ----- | --------------------------- | ------------ | -------------- | ------- | ----- |
| Médaille d'or, Jeux olympiques      | 18     | I     | Kjeld Nuis                  | Pays-Bas     | 1 min 07 s 95  |         | TR    |
| Médaille d'argent, Jeux olympiques  | 16     | I     | Håvard Holmefjord Lorentzen | Norvège      | 1 min 07 s 99  | +0 s 04 |       |
| Médaille de bronze, Jeux olympiques | 15     | O     | Kim Tae-yun                 | Corée du Sud | 1 min 08 s 22  | +0 s 27 |       |
| 4                                   | 13     | I     | Joey Mantia                 | États-Unis   | 1 min 08 s 564 | +0 s 61 |       |
| 5                                   | 14     | O     | Takuro Oda                  | Japon        | 1 min 08 s 568 | +0 s 61 |       |
| 6                                   | 17     | I     | Kai Verbij                  | Pays-Bas     | 1 min 08 s 61  | +0 s 66 |       |
| 7                                   | 14     | I     | Shani Davis                 | États-Unis   | 1 min 08 s 78  | +0 s 83 |       |
| 8                                   | 12     | O     | Nico Ihle                   | Allemagne    | 1 min 08 s 93  | +0 s 98 |       |
| 9                                   | 16     | O     | Koen Verweij                | Pays-Bas     | 1 min 09 s 14  | +1 s 19 |       |
| 10                                  | 10     | I     | Mitchell Whitmore           | États-Unis   | 1 min 09 s 17  | +1 s 22 |       |
| 11                                  | 15     | I     | Alexandre St-Jean           | Canada       | 1 min 09 s 24  | +1 s 29 |       |
| 12                                  | 5      | I     | Cha Min-kyu                 | Corée du Sud | 1 min 09 s 27  | +1 s 32 |       |
| 13                                  | 9      | I     | Chung Jae-woong             | Corée du Sud | 1 min 09 s 43  | +1 s 48 |       |
| 14                                  | 13     | O     | Joel Dufter                 | Allemagne    | 1 min 09 s 46  | +1 s 51 |       |
| 15                                  | 10     | O     | Haralds Silovs              | Lettonie     | 1 min 09 s 50  | +1 s 55 |       |
| 16                                  | 18     | O     | Mika Poutala                | Finlande     | 1 min 09 s 58  | +1 s 63 |       |
| 17                                  | 9      | O     | Sebastian Kłosiński         | Pologne      | 1 min 09 s 59  | +1 s 64 |       |
| 18                                  | 7      | O     | Marten Liiv                 | Estonie      | 1 min 09 s 75  | +1 s 80 |       |
| 19                                  | 17     | O     | Vincent De Haître           | Canada       | 1 min 09 s 79  | +1 s 84 |       |
| 20                                  | 4      | I     | Tsubasa Hasegawa            | Japon        | 1 min 09 s 83  | +1 s 88 |       |
| 21                                  | 4      | O     | Konrád Nagy                 | Hongrie      | 1 min 09 s 92  | +1 s 97 |       |
| 22                                  | 11     | O     | Daniel Greig                | Australie    | 1 min 09 s 99  | +2 s 04 |       |
| 23                                  | 12     | I     | Konrad Niedźwiedzki         | Pologne      | 1 min 10 s 026 | +2 s 07 |       |
| 24                                  | 6      | O     | Daichi Yamanaka             | Japon        | 1 min 10 s 027 | +2 s 07 |       |
| 25                                  | 3      | O     | Laurent Dubreuil            | Canada       | 1 min 10 s 03  | +2 s 08 |       |
| 26                                  | 2      | O     | Yang Tao                    | Chine        | 1 min 10 s 10  | +2 s 15 |       |
| 27                                  | 7      | I     | Denis Kuzin                 | Kazakhstan   | 1 min 10 s 13  | +2 s 18 |       |
| 28                                  | 11     | I     | Ignat Golovatsiuk           | Biélorussie  | 1 min 10 s 140 | +2 s 19 |       |
| 29                                  | 8      | O     | Stanislav Palkin            | Kazakhstan   | 1 min 10 s 149 | +2 s 19 |       |
| 30                                  | 3      | I     | Mirko Giacomo Nenzi         | Italie       | 1 min 10 s 16  | +2 s 21 |       |
| 31                                  | 8      | I     | Piotr Michalski             | Pologne      | 1 min 10 s 17  | +2 s 22 |       |
| 32                                  | 1      | O     | Henrik Fagerli Rukke        | Norvège      | 1 min 10 s 25  | +2 s 30 |       |
| 33                                  | 5      | O     | Fyodor Mezentsev            | Kazakhstan   | 1 min 10 s 62  | +2 s 67 |       |
| 34                                  | 6      | I     | Pedro Causil                | Colombie     | 1 min 10 s 71  | +2 s 76 |       |
| 35                                  | 1      | I     | Mathias Vosté               | Belgique     | 1 min 11 s 24  | +3 s 29 |       |
| 36                                  | 2      | I     | Pekka Koskela               | Finlande     | 1 min 11 s 76  | +3 s 81 |       |

Légende: O = Couloir extérieur, I = Couloir intérieur